# 小林昇
小林 昇（こばやし のぼる、1916年〈大正5年〉11月1日 - 2010年〈平成22年〉6月3日）は、日本の経済学者。専門は経済学史。学位は、経済学博士（東京大学・論文博士・1955年）。福島大学名誉教授、立教大学名誉教授。日本学士院会員。
東京海上保険会社での勤務を経て、福島高等商業学校教授・福島大学経済学部教授・立教大学経済学部教授・立教大学経済学部学部長・大東文化大学教授などを歴任。

## 来歴
経済学史を専攻する京都市出身の経済学者である。東京帝国大学卒。1940年、福島高等商業学校講師。途中3年間の兵役を挟み、福島大学経済学部の設立などに尽力する。1955年から82年まで立教大学経済学部教授。ドイツ経済学史に新地平を開き、特にフリードリッヒ・リストの研究で名高い。
未來社から『小林昇経済学史著作集』（全11巻、1976-79年）が出版されている。死後故人についての回想録、服部正治・竹本洋編『回想　小林昇』（日本経済評論社、2011年12月12日刊）が出版されている。

## 人物
長女が父と母の思い出を書いている。それによると、昇もその妻も学者の家庭出身であるが、学問生活地中心の生活をさせたという。妻は東京女子大をでて、以前はピアノを習っていた。結婚後は女中を辞めさせ、妻の親せきとの付き合いをしなかったという。妻は戦争前後の苦しい生活に耐えた。一男、二女に恵まれた。戦地での経験は昇に人生に力を与え、ある醒めた感覚を植えたという。精力的に仕事はしたが、グループを作ることは嫌い、短歌も一人で続けた。歌集　私家版『越南悲歌』、『シュワーベンの休暇』『百敗』、『歴世―小林昇全歌集』などがある。兵役期間を含む福島時代の終わりごろ、同僚から感化され、こけしに興味をもった。上京後「東京こけし友の会」に入会。『こけし・美と系譜』（昭和41年、社会思想社刊）に昇のコレクションが紹介されている。福島市にできた「原郷のこけし群西田記念館」には昇のコレクションが長女を通して寄贈されている。

## 小林昇文庫
立教大学図書館には、小林昇の旧蔵資料が「小林昇文庫」として所蔵されており、経済学史を始めとした社会科学関係の全蔵書およびそれ以外の蔵書の一部をまとめたもので構成されている。

## 略歴
- 1916年　京都に生まれる
- 1920年　東京に移る
- 1936年   武蔵高等学校文科卒業
- 1939年   東京帝国大学経済学部経済学科卒業、東京海上火災保険会社入社
- 1940年 5月、福島高等商業学校（嘱託）講師
- 1941年 3月、福島高等商業学校教授
- 1944年7月29日　召集令状受領　8月　金沢歩兵第107連隊補充隊第2機関銃中隊大隊砲小隊に入隊[5]
- 1944年11月3日　輸送船日永丸で門司港出航　15日米国潜水艦の攻撃を受け、日永丸は沈没、竹筏で漂う
- 1944年11月16日　海防艦により救助。サイゴンに上陸。
- 1945年4月1日　自己申告によりインドシナ派遣軍に転属。4月21日雲南省ラオカイに到着。6月1日、チエンクアンに到着
- 1945年8月5日　タムダオ山地に機関銃陣地を構築
- 1946年4月27日　ニンビン、チョウガン、テンホン、ハイフォン、浦賀を経て福島着 その後復職[6]
- 1949年 6月、福島大学経済学部教授
- 1950年　経済学史学会創立に参加。1960年から幹事、ついで代表幹事。（1972年から74年）
- 1955年 4月、立教大学経済学部教授。8月、経済学博士（東京大学）。論文の題は「フリードリツヒ・リストの研究 」[7]。
- 1961年 4月、立教大学経済学部長（-1963年3月）
- 1964年　西ドイツに出張
- 1972年　日本学士院賞受賞
- 1976年　アダム・スミス賞受賞
- 1982年 立教大学定年退職、大東文化大学教授。7月、立教大学名誉教授。
- 1990年 大東文化大学退職
- 1992年 日本学士院会員
- 2010年 6月3日肺炎にて死去。93歳没[8]

## 著作

### 単著
- 『フリードリッヒ・リスト序説』伊藤書店、1943年
- 『フリードリッヒ・リストの生産力論』東洋経済新報社、1948年
- 『フリードリッヒ・リスト研究』日本評論社、1950年
- 『重商主義の経済理論』東洋経済新報社、1952年
- 『重商主義解体期の研究』未來社、1955年
- 『経済学史研究所説─スミスとリスト─』未來社、1957年
- 『経済学の形成時代』未來社、1961年
- Die List-Forschung in OsdeutschlandThe Science Council of Japan, 1962
- 『原始蓄積期の経済諸理論』未來社、1965年
- 『フリードリッヒ・リスト論考』未來社、1966年
- 『シュワーベンの休暇 歌集』未来社 1966年
- James Steuart, Adam Smith and Friedrich List（The Science Council of Japan, 1967）
- 『私のなかのヴェトナム』未来社、1968年
- 『経済学史評論』未來社、1971年
- 『国富論体系の成立　アダム・スミスとジェームズ・ステュアート』未來社、1973年
- 『小林昇経済学史著作集』全11巻、未来社、1976-89
- 『帰還兵の散歩』未来社、1984.12
- 『東西リスト論争』みすず書房、1990.9
- 『百敗 歌集』角川書店、1991.2
- 『最初の経済学体系』名古屋大学出版会、1994.12
- 『経済学史春秋』未來社、2001.11
- 『山までの街』八朔社、2002.11

### 共著・編
- 『イギリス重商主義論』御茶の水書房、1955
- 『経済学史小辞典』学生社、1963
- 『経済学史』有斐閣双書、1967
- 杉山忠平共著『西洋から西欧へ』日本経済評論社、1987.11
- 『資本主義世界の経済政策思想』昭和堂、1988.3

### 翻訳
- フリードリッヒ・リスト『農地制度・零細経営および国外移住』日本評論社、1949
- ワーメル著、米田清貴共訳『古典派賃金理論の発展』未来社、1958
- フリードリッヒ・リスト『経済学の国民的体系』岩波書店、1970
- フリードリッヒ・リスト『農地制度論』岩波文庫、1974
- ジョウゼフ・ハリス『貨幣・鋳貨論』東京大学出版会、1975

## 参考書
- 『回想　小林昇』服部正治 竹本洋編著 2011年　日本経済新聞社　ISBN 978-4-8188-2186-6
  - 上記の本の345ページから380ページにわたり、小林昇　著作　短文目録が詳細に記録されている。